# Vanda cristata
Die Orchidee Vanda cristata ist eine epiphytisch wachsende Pflanze aus Südostasien. Sie wird gelegentlich als Zierpflanze verwendet.

## Beschreibung
Vanda cristata wächst als monopodialer Epiphyt. Der Spross erreicht eine Länge von 6 bis 18 cm bei 0,6 bis 0,8 cm Durchmesser. Die zweizeilig angeordneten, dick ledrigen, riemenförmigen Blätter sind 7,5 bis 15 cm lang und 0,6 bis 1,8 cm breit. Die Spitze ist abgeschnitten, dreizähnig oder unregelmäßig gezähnt.
Im März bis Juni (nach Flora of China im Mai) erscheinen zwei oder drei Blütenstände jeweils aus einer Blattachsel. Die Blütenstandsachse ist 3 bis 4,5 cm lang, ein bis sechs Blüten stehen in der vorderen, leicht zickzackförmigen Hälfte. Die breit ovalen Tragblätter sind 4 bis 6 mm lang und 2 bis 4 mm breit. Blütenstiel und Fruchtknoten sind gelblich grün und messen 2 bis 3,5 cm. Die Blüten sind fleischig, gelblich grün, sie öffnen sich recht weit, ihr Durchmesser beträgt 3,5 bis 5 cm. In höheren Lagen werden höchstens zwei Blüten, die aber sehr groß sind, ausgebildet, während Pflanzen aus tieferen Lagen mehrere kleine Blüten bilden. Die Sepalen sind lanzettlich, 2 bis 3 cm lang und 0,5 bis 1 cm breit, an der Basis keilförmig zulaufend. Die Petalen bleiben schmaler. Die weiße bis gelbe Lippe ist längs dunkel purpurn bis rötlich-braun gestreift und mit fünf bis sieben längs verlaufenden Kielen versehen. Sie besitzt an der Basis einen breit konisch geformten Sporn. Die Seitenlappen der dreilappigen Lippe stehen aufrecht, außen sind sie gelblich grün, innen mit rötlichen Streifen versehen. Der Mittellappen teilt sich am Ende in zwei spitz ausgezogene Lappen. Die weiße Säule ist 0,4 bis 0,8 cm lang, mit gelbem Staubblatt.
Die Chromosomenzahl beträgt 2n=28, 2n=38 oder 2n=76.

## Verbreitung
Vanda cristata ist in Südostasien beheimatet, ihr Verbreitungsgebiet erstreckt sich über Indien, Bhutan, Nepal, den Süden der chinesischen Provinzen Xizang und Yunnan, bis in den Norden Vietnams. Sie kommt in Höhenlagen von 700 bis 1700 Meter (bis 2000 Meter) vor. Sie wächst als Epiphyt in immergrünen Wäldern.

## Systematik und botanische Geschichte
Vanda cristata wurde 1818 von Nathaniel Wallich gesammelt; er schickte lebende Pflanzen an die Kew Gardens in England. Die  Erstbeschreibung wurde 1832 von John Lindley veröffentlicht. Die Einordnung als Trudelia cristata in die Gattung Trudelia wird als Synonym zu Vanda cristata angesehen, ebenso Vanda striata.

## Belege
1. 1 2 3 4  
F. G. Brieger, R. Maatsch, K. Senghas (Hrsg.): Rudolf Schlechter: Die Orchideen. 3. Auflage. Band I/B. Paul Parey, 1992, ISBN 3-489-78622-X, S. 1211.
2. 1 2 3  
Alexandra Bell, Xinqi Chen: Vanda. In: Wu Zhengyi, Peter H. Raven (Hrsg.): Flora of China. Band 25. Missouri Botanical Garden Press, St. Louis 2009, S. 473 (efloras.org).
3. 1 2  
H. Bechtel, Ph. Cribb, E. Launert: Orchideenatlas. 3. Auflage. Ulmer, Stuttgart 1993, ISBN 3-8001-6199-0, S. 449.
4. ↑  
Vanda cristata. In: POWO = Plants of the World Online von Board of Trustees of the Royal Botanic Gardens, Kew: Kew Science